# 1417
1417 је била проста година.